# Hostovlice
Obec Hostovlice (německy Hostoulitz) se nachází v okrese Kutná Hora ve Středočeském kraji, asi 8 km jihovýchodně od města Čáslav. Žije zde 247 obyvatel.

## Historie
První písemná zmínka o obci pochází z roku 1244.
V letech 1850–1955 k obci patřila Okřesaneč.

### Územněsprávní začlenění
Dějiny územněsprávního začleňování zahrnují období od roku 1850 do současnosti. V chronologickém přehledu je uvedena územně administrativní příslušnost obce v roce, kdy ke změně došlo:
- do 1849 země česká, kraj Čáslav
- 1850 země česká, kraj Pardubice, politický okres Kutná Hora, soudní okres Čáslav[5]
- 1855 země česká, kraj Čáslav, soudní okres Čáslav
- 1868 země česká, politický i soudní okres Čáslav
- 1939 země česká, Oberlandrat Kolín, politický i soudní okres Čáslav[6]
- 1942 země česká, Oberlandrat Praha, politický i soudní okres Čáslav[7]
- 1945 země česká, správní i soudní okres Čáslav[8]
- 1949 Pardubický kraj, okres Čáslav[9]
- 1960 Středočeský kraj, okres Kutná Hora
- 2003 Středočeský kraj, obec s rozšířenou působností Čáslav

### Rok 1932
V obci Hostovlice (přísl. Okřesaneč, Písek, 1132 obyvatel, telefonní úřad) byly v roce 1932 evidovány tyto živnosti a obchody: cihelna, družstvo pro rozvod elektrické energie v Hostovlicích, 3 hostince, 3 koláři, 3 kováři, 2 krejčí, půjčovna mlátiček, obchod s obuví Baťa, obuvník, 2 obchody s ovocem, pekař, 2 rolníci, řezník, 6 obchodů se smíšeným zbožím, švadlena, 3 trafiky, truhlář.

## Doprava
Dopravní síť
- Pozemní komunikace – Do obce vedou silnice III. třídy. Ve vzdálenosti 1 km lze najet na silnici I/38 Jihlava - Havlíčkův Brod - Čáslav - Kolín.

- Železnice – Železniční trať ani stanice na území obce nejsou. Nejbližší železniční zastávkou jsou Horky u Čáslavi ve vzdálenosti 2 km ležící na trati 230 vedoucí z Kolína do Havlíčkova Brodu.

Veřejná doprava 2011
- Autobusová doprava – V obci měly zastávky příměstské autobusové linky Čáslav-Žleby (v pracovní dny 3 spoje), Čáslav-Prachovice (v pracovní dny 1 spoj tam, 4 spoje zpět) a Chotěboř-Golčův Jeníkov-Čáslav (v pracovní dny 1 spoj) (dopravce Veolia Transport Východní Čechy, a. s.). O víkendu byla obec bez dopravní obsluhy.

## Rodáci
Jan Satorie (1887–1949), brigádní generál, příslušník československých legií, člen odbojového                       hnutí Obrana národa

## Galerie

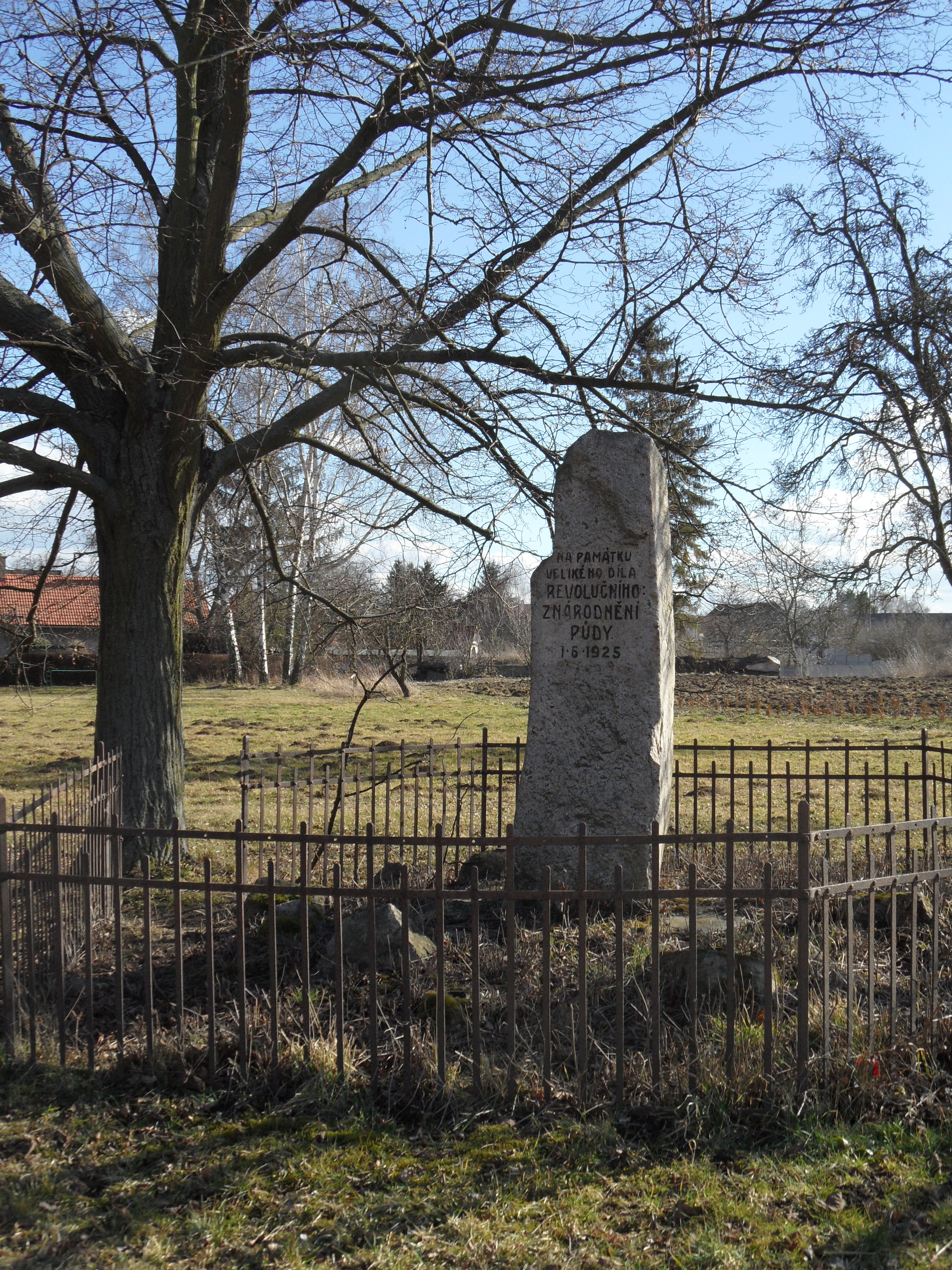
Památník z roku 1925 na paměť První pozemkové reformy
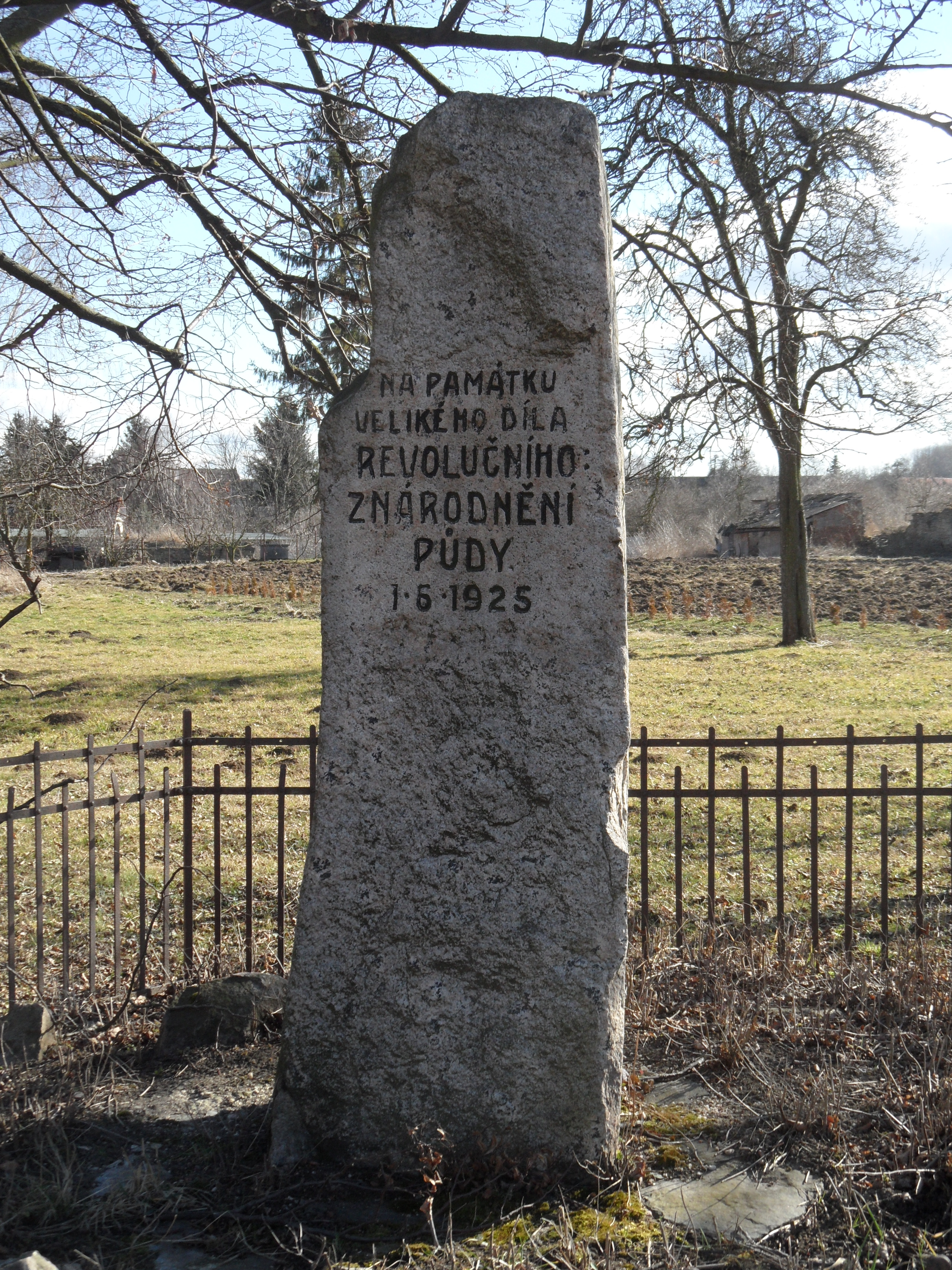
Detail památníku První pozemkové reformy
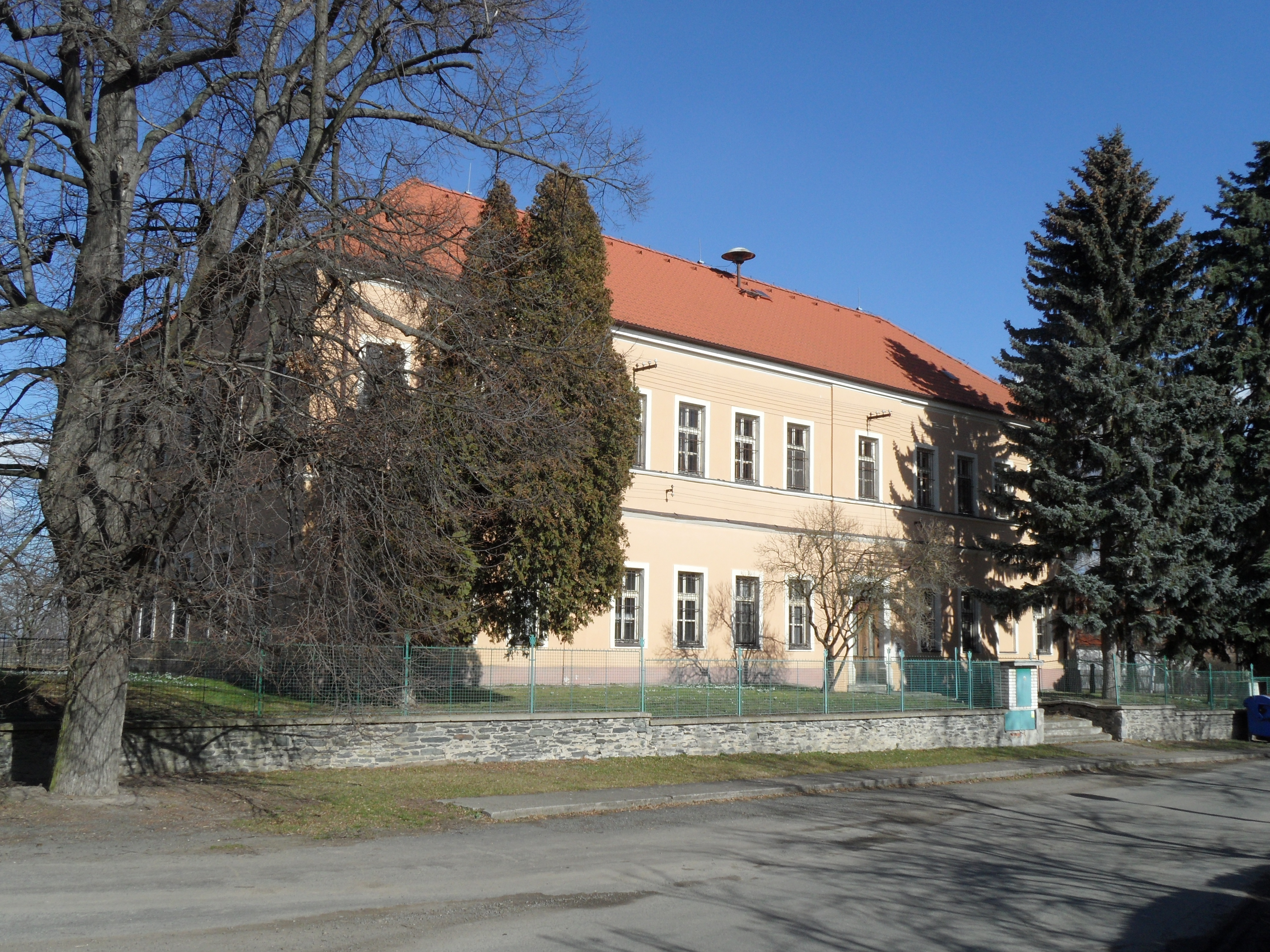
Budova základní školy
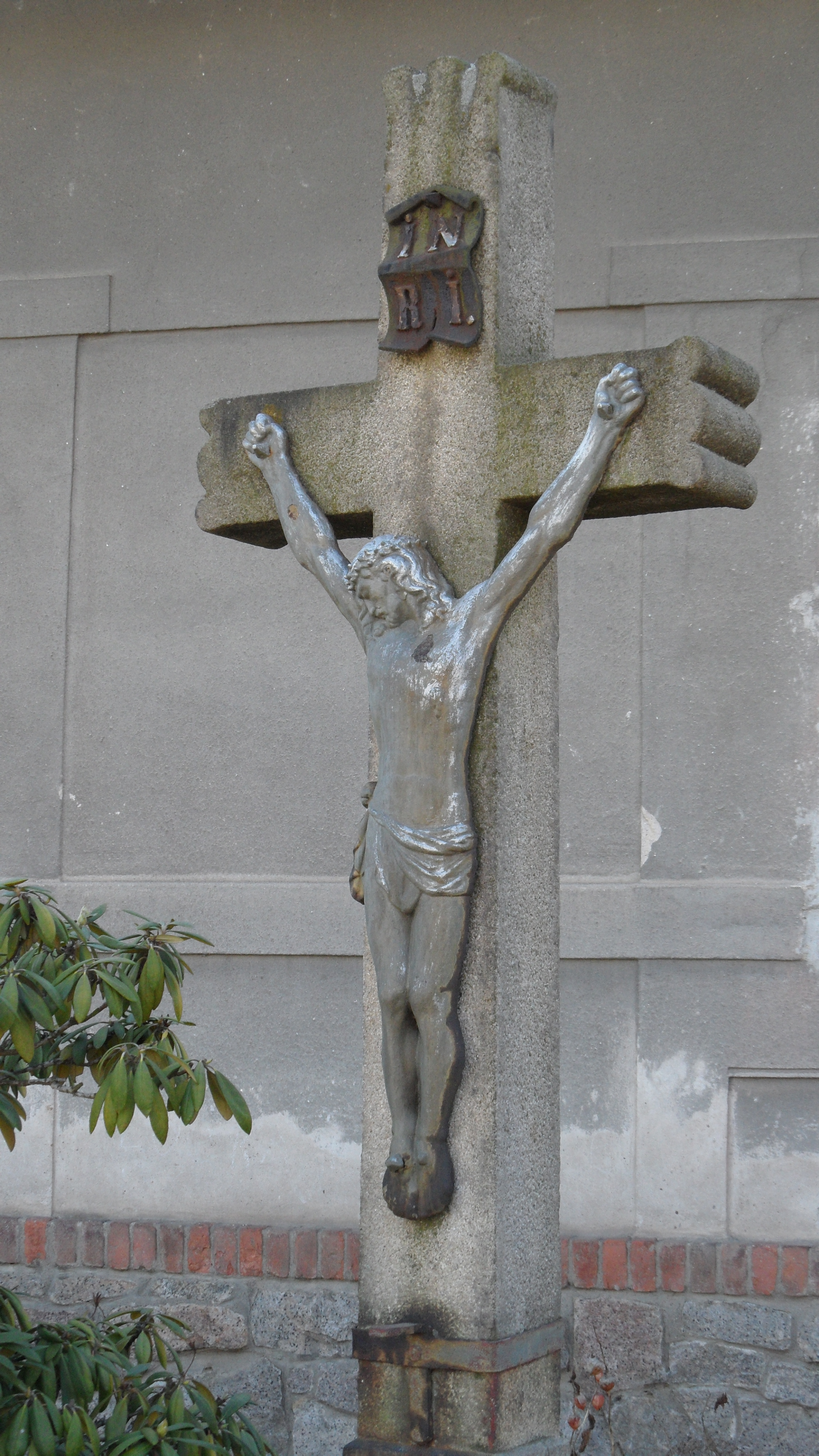
Křížek v zahradě domu čp. 91
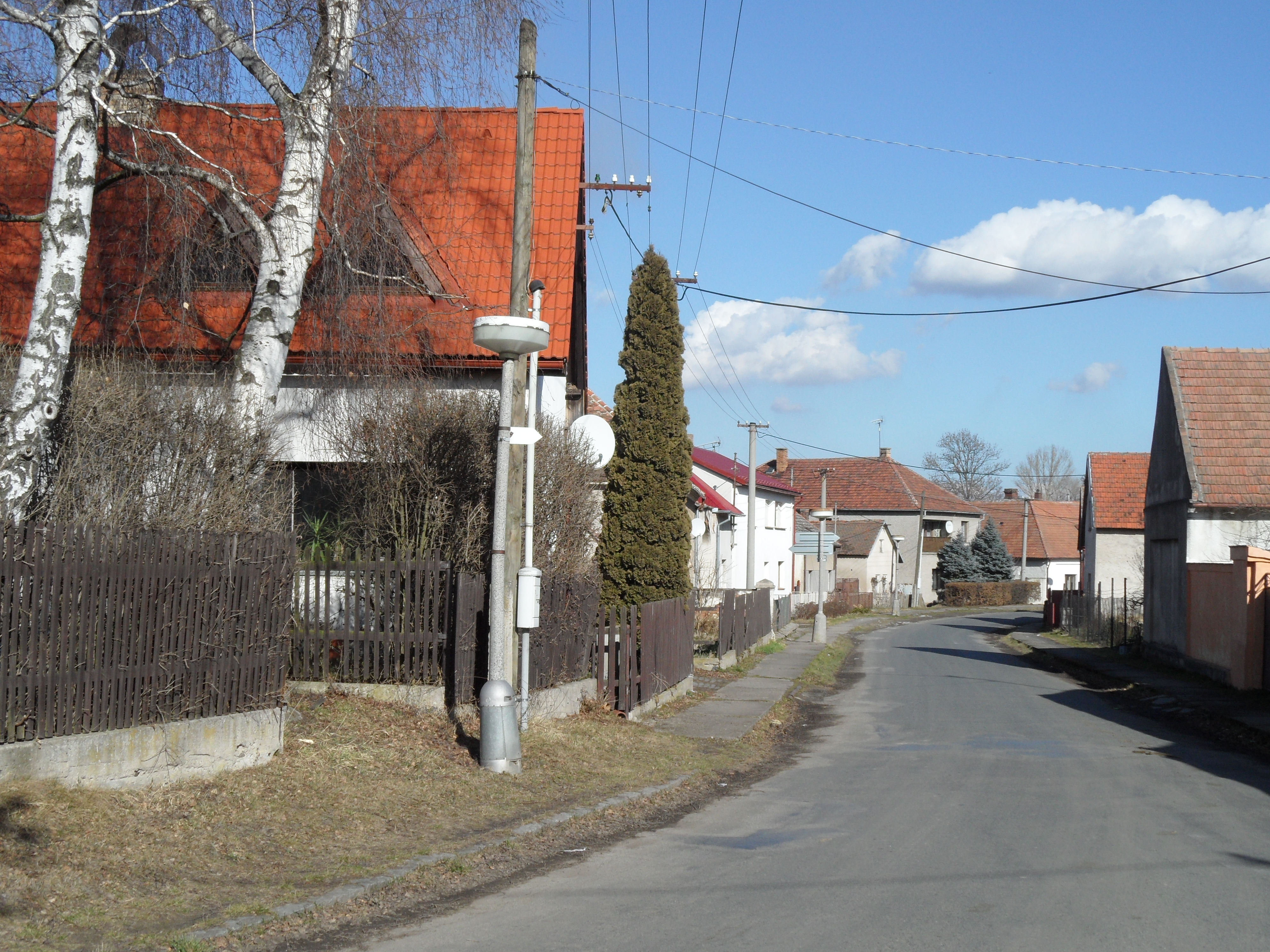
Domy podél silnice na Žleby
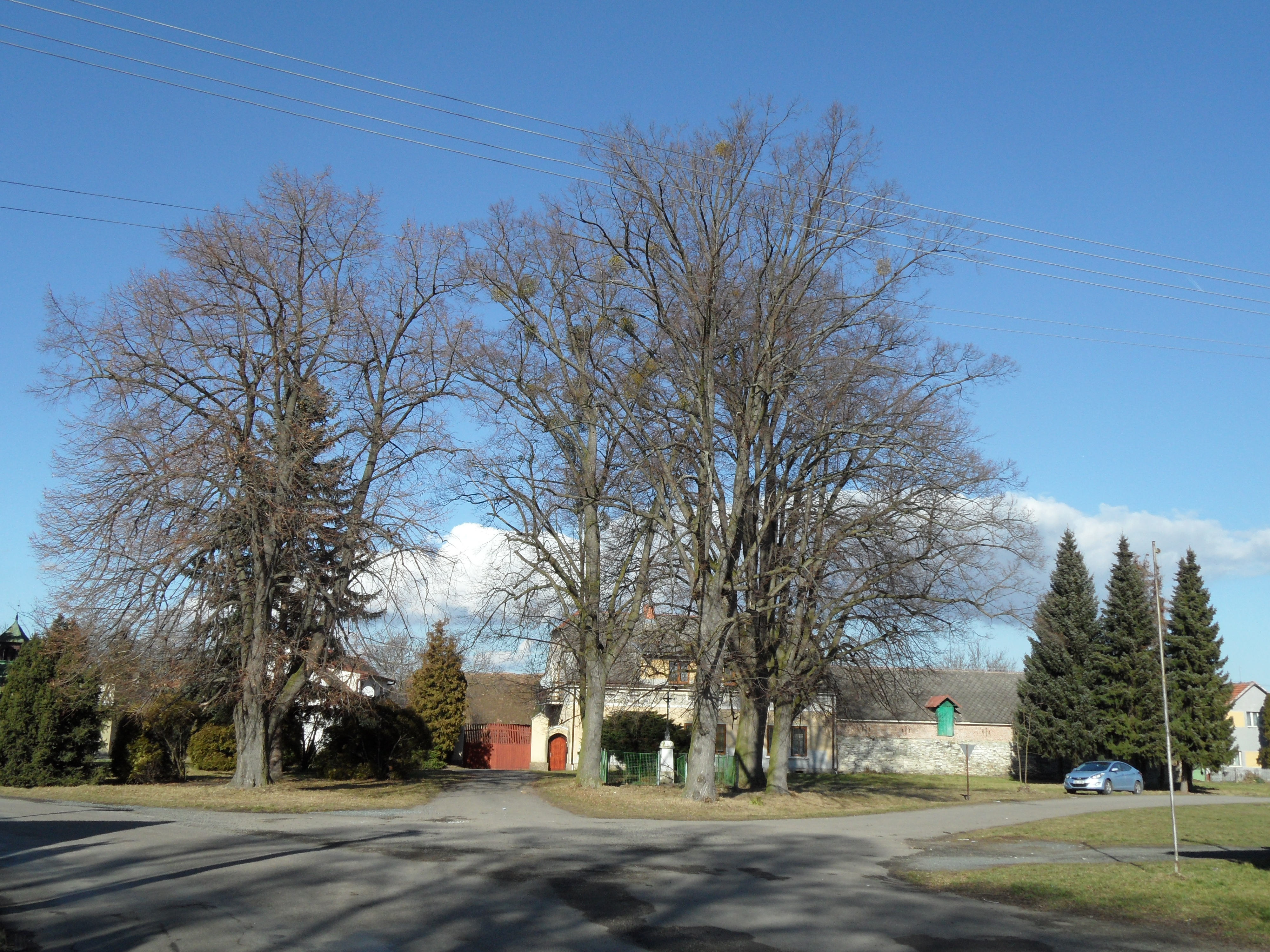
Celkový pohled na náves
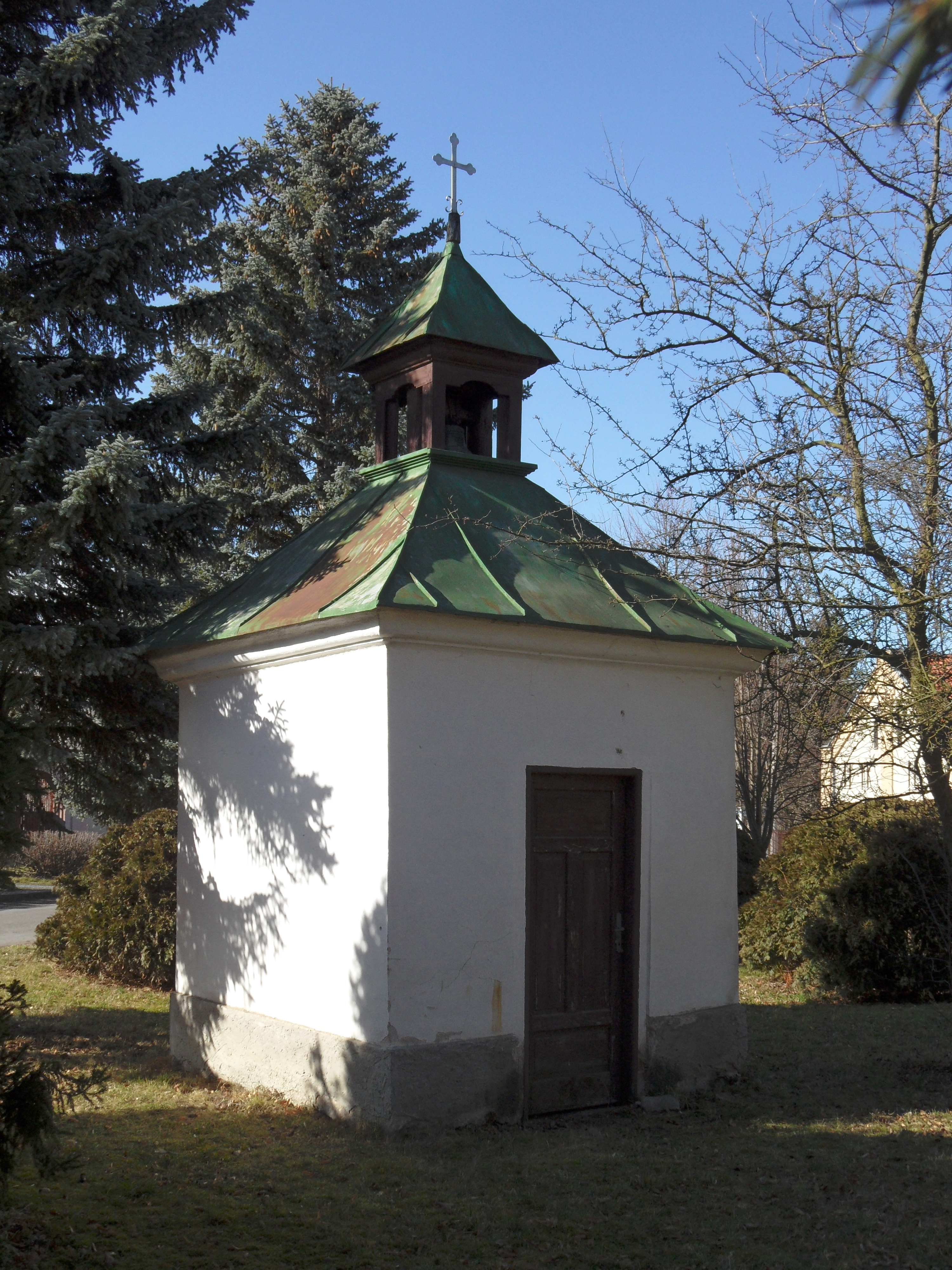
Kaplička na návsi
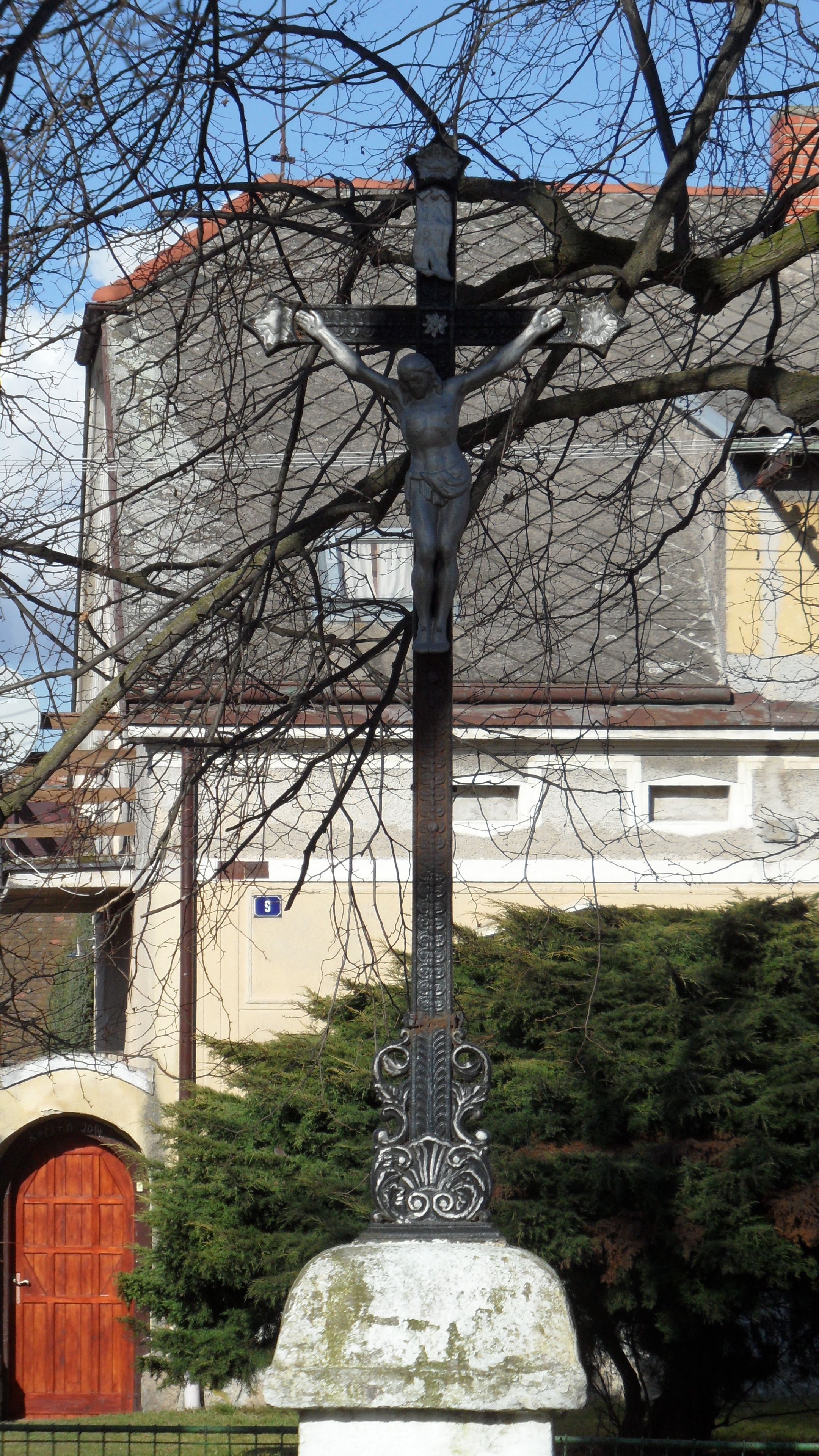
Křížek na návsi
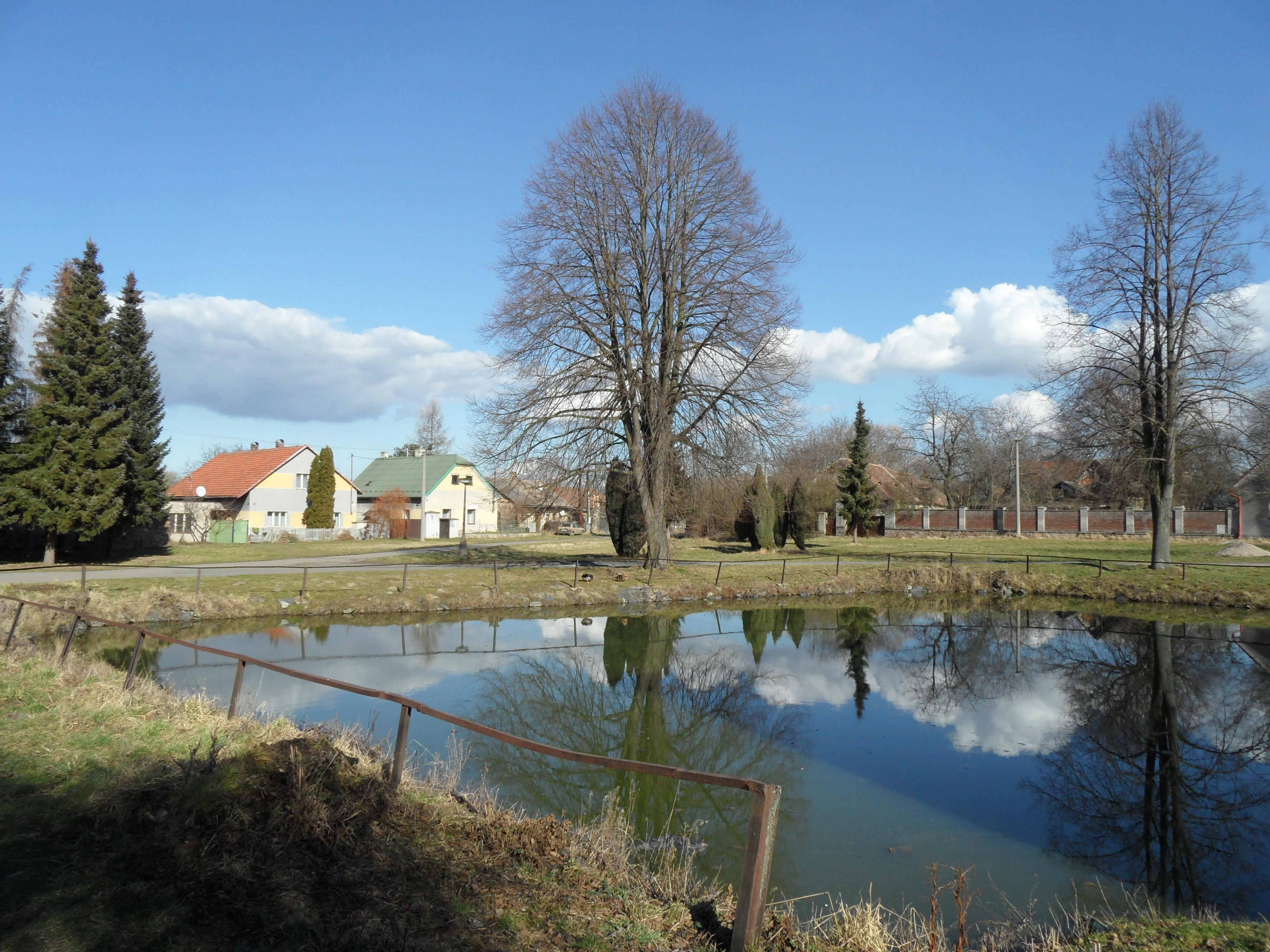
Rybníček a domy u návsi
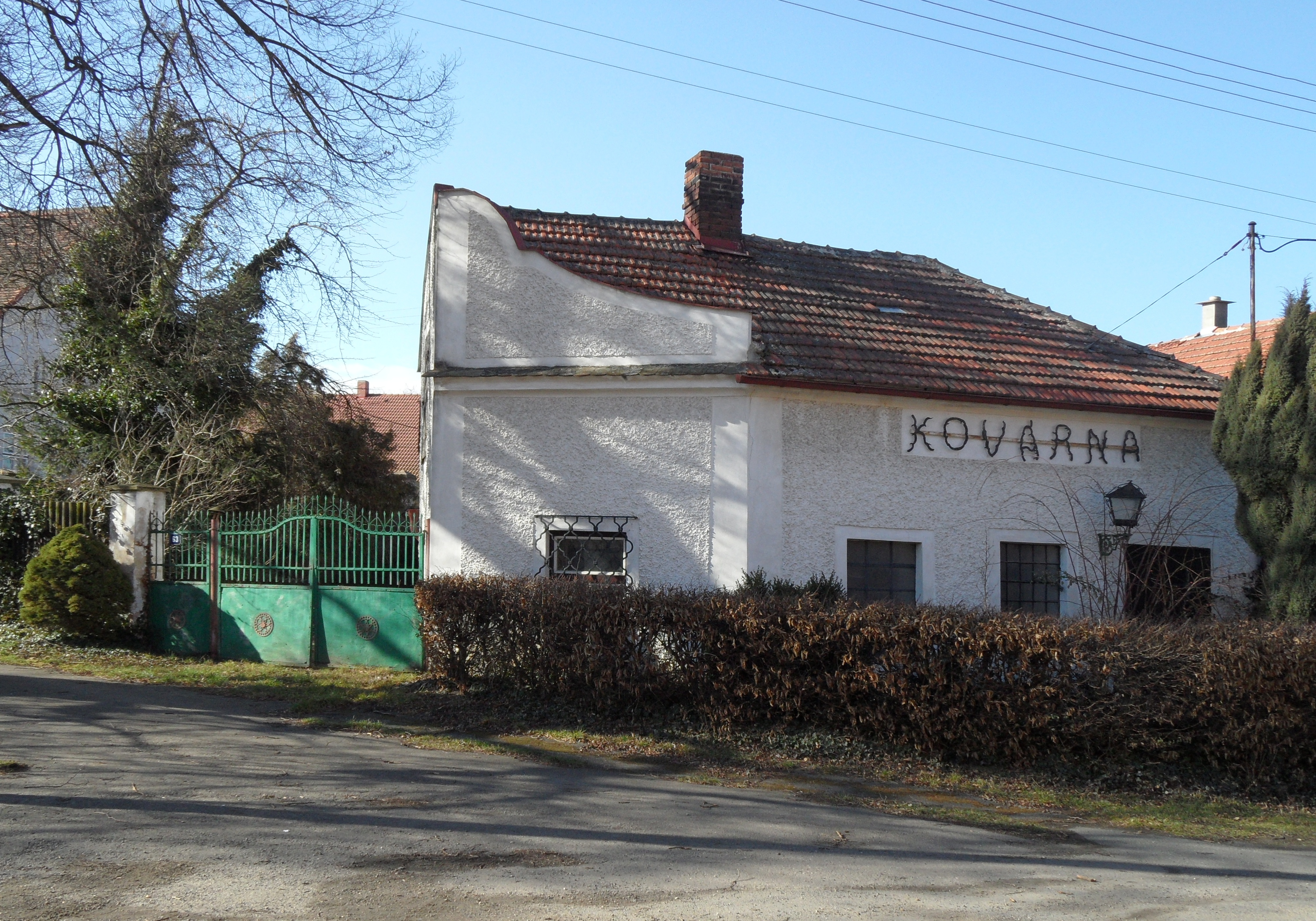
Kovárna nedaleko návsi